# Psyllaephagus io
Psyllaephagus io är en stekelart som beskrevs av Prinsloo 1985. Psyllaephagus io ingår i släktet Psyllaephagus och familjen sköldlussteklar.
Artens utbredningsområde är Namibia. Inga underarter finns listade i Catalogue of Life.